# Леандро Бассано
Леандро Бассано також Леандро даль Понте  (італ. Leandro Bassano, 26 червня 1557, Бассано-дель-Граппа — 15 квітня 1622, Венеція) — венеційський художник, син художника Якопо Бассано (бл. 1510–1592).

## Життєпис
Народився в містечку Бассано-дель-Граппа на Террафермі, континентальних землях, що належали венеційській республіці. Третій син венецінського художника Якопо Бассано (бл. 1510–1592), рідний брат художників Франческо Бассано молодшого, Джованні Баттіста Бассано .
Художню майстерність опановував в майстерні батька разом із братом Франческо. За побажанням батька близько 1575 року очолив філію венецінської майстерні родини в місті Бассано-дель-Граппа. По смерті батька та самогубства брата Франческо Бассано перебрався у Венецію, де працював майстром портретів і біблійних композицій. Малозначущі релігійні і міфологічні сюжети подавав у побутовій стилістиці, наближуючи їх до побутового жанру. Зробив сеії картин зі знаками зодіака, теж трактовані як побутові сцени.
Виборов у Венеції популярність. Працював по замовам венеційських церковних громад. Виконав релігійні образа для церков міста, твори Леандро Бассано зберігають церква Іль Реденторе, собор Санті-Джованні е Паоло тощо. Працював по замовам венеційського уряду. Наприкінці 16 століття венеційський дож надав художникові дворянське звання. Є відомості, що деякий час працював у відомому центрі західноєвропейського маньєризму, котрим тоді була Прага.
Помер у Венеції 15 квітня 1622 року.

## Вибрані твори

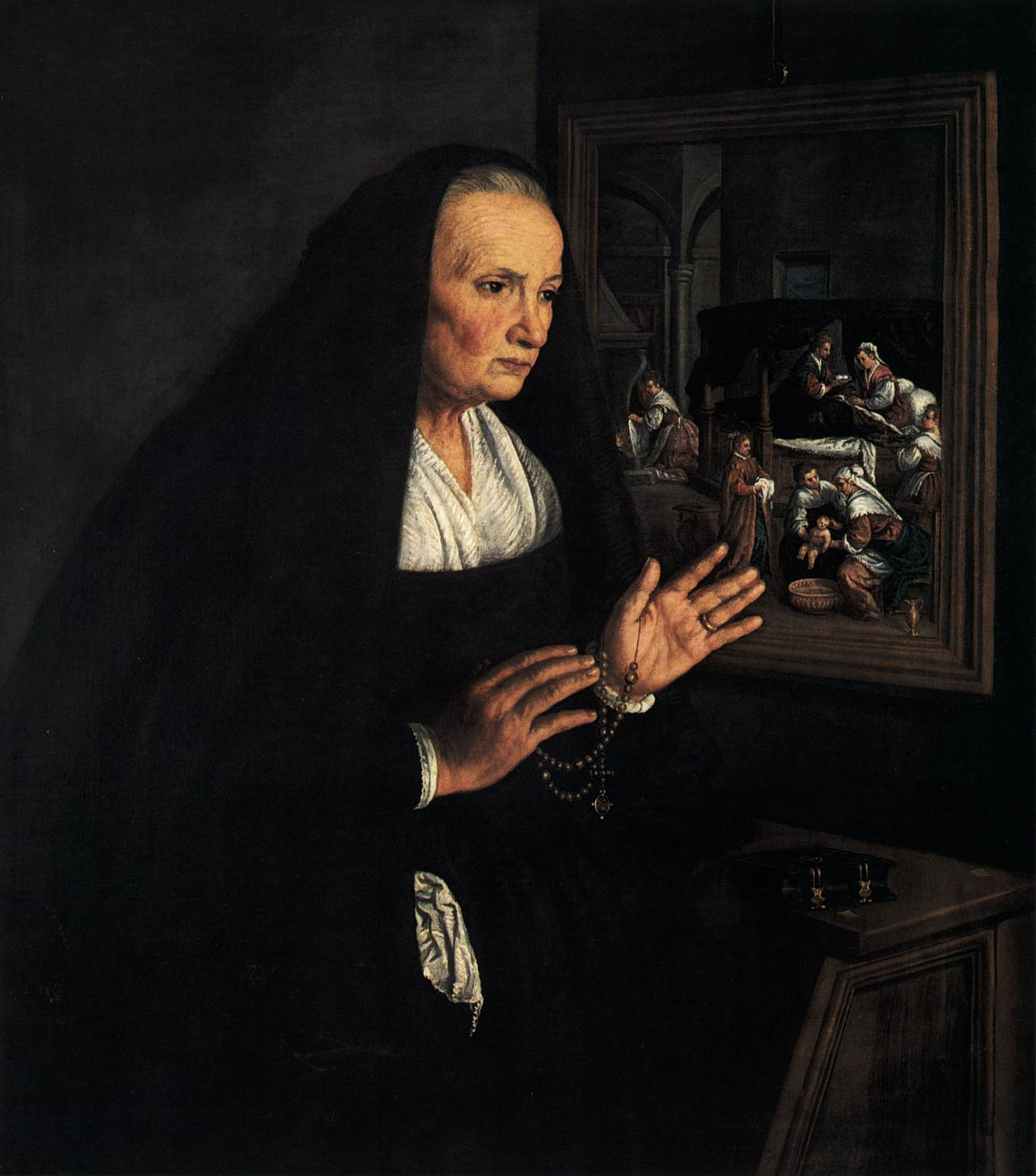
«Портрет побожної вдови», поч. 17 ст.

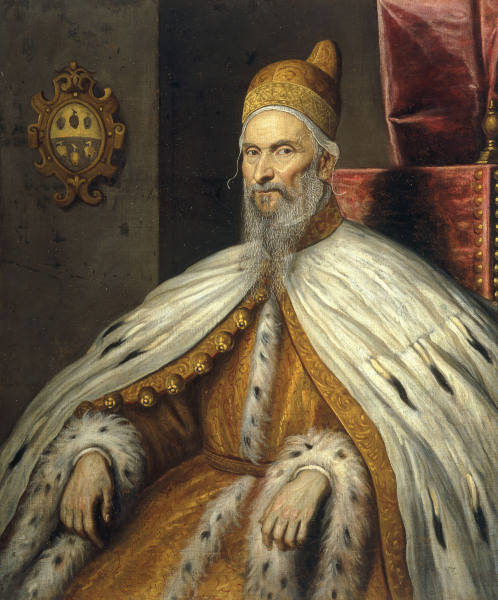
«Дож Маркантоніо Меммо», до 1615 р., приватна збірка

- «Свята Трійця», Собор Санті-Джованні е Паоло, Венеція
- «Святий Христофор»
- «Портрет побожної вдови», приватна збірка
- «Дож Маркантоніо Меммо», приватна збірка
- «Пенелопа за ткацьким верстатом»
- «Таємна вечеря»
- «Бенкет»
- «Мойсей вісікає воду зі скелі», Лувр, Париж
- «Портрет літнього пана в кріслі», Музей образотворчих мистецтв, Будапешт
- «Портрет Крістофоро Компостелла»
- «Алегорія Землі» (або «Осінь»), Художній музей Волтерс, Балтимор
- «Морозіна Морозіні, дружина венеційського дожа Маріо Грімані» (приписується)
- «Зристос у Гетсиманському саду» або «Моління про чашу»
- «Мучеництво Св. Лючії»
- «Січень», серія «Знаки зодіака», Музей історії мистецтв, Відень
- «Лютий», серія «Знаки зодіака», Музей історії мистецтв, Відень
- «Березень», серія «Знаки зодіака», Музей історії мистецтв, Відень
- «Квітель», серія «Знаки зодіака», Музей історії мистецтв, Відень
- «Серпень», серія «Знаки зодіака», Музей історії мистецтв, Відень
- «Червень», серія «Знаки зодіака», Музей історії мистецтв, Відень
- «Травень», серія «Знаки зодіака», Музей історії мистецтв, Відень
- «Страшний суд»
- «Портрет старої венеційки», Ермітаж, Санкт-Петербург[4]
- «Портрет венеційського сенатора», Ермітаж, Санкт-Петербург[4]
- «Бенкет цариці Єгипту Клеопатри та Антонія», Національний музей Швеції, Стокгольм

## Галерея вибраних творів

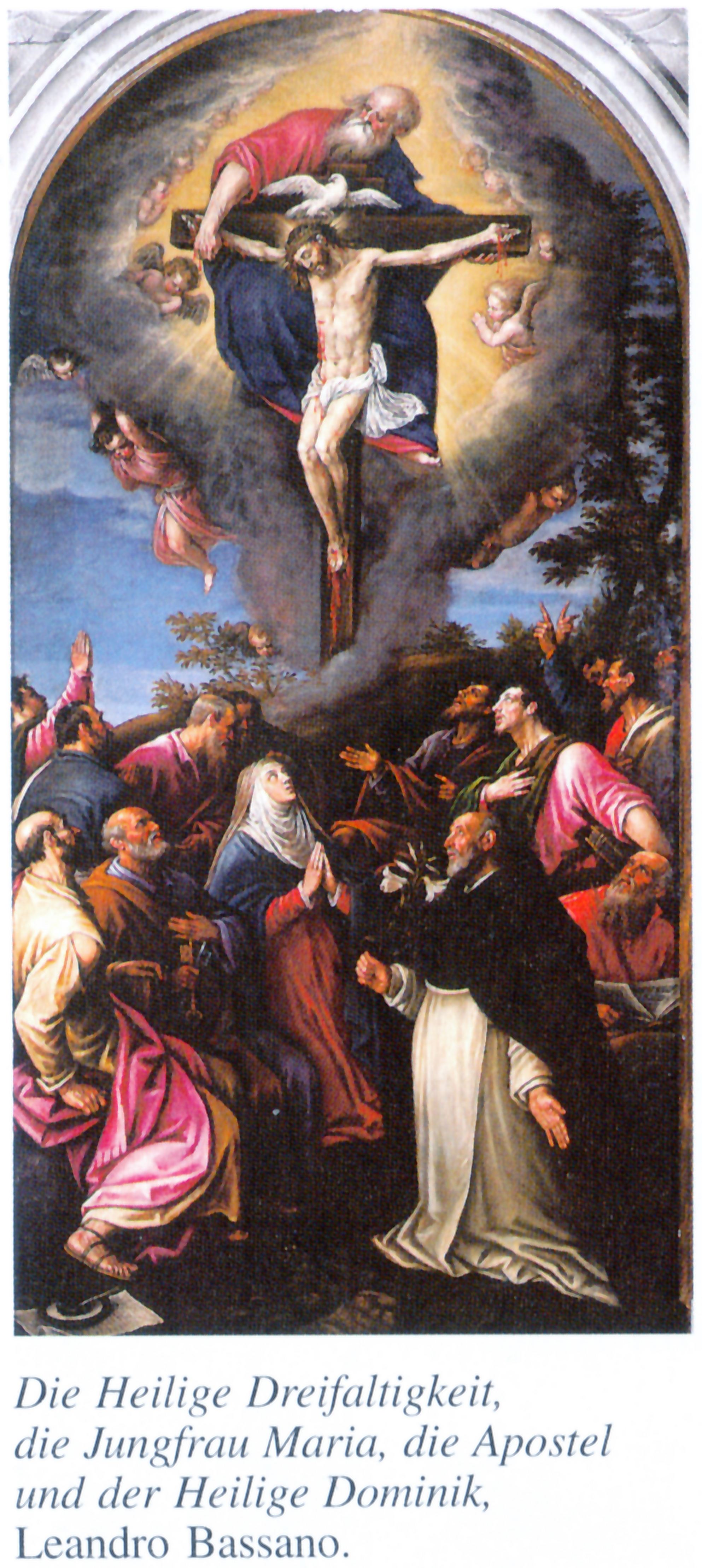
"Свята Трійця ", Собор Санті-Джованні е Паоло, Венеція

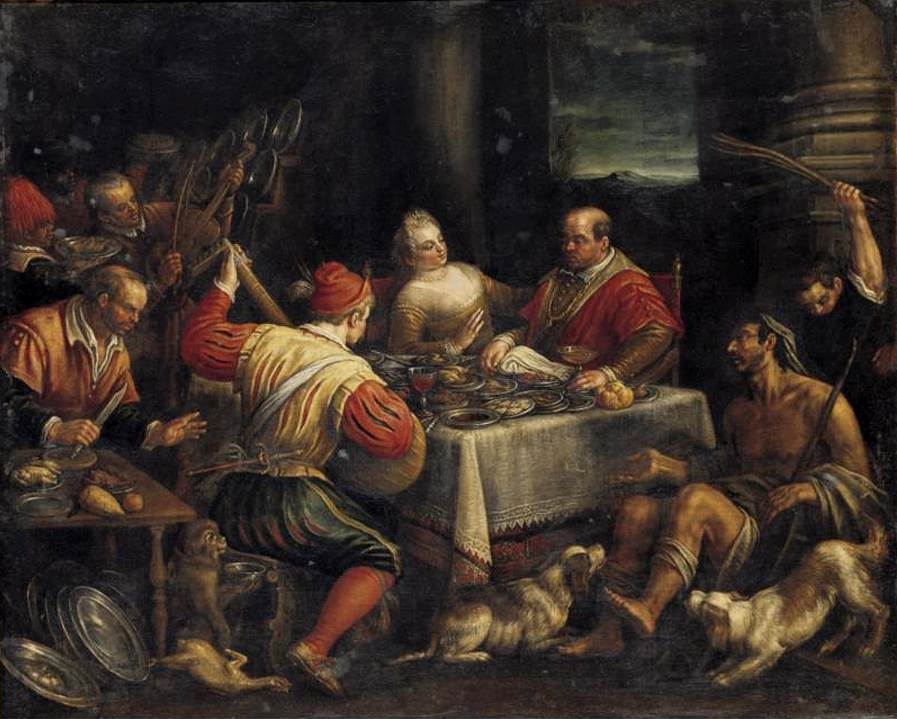
«Бенкет », приватна збірка
«Бенкет цариці Єгипту Клеопатри та Антонія», Національний музей Швеції
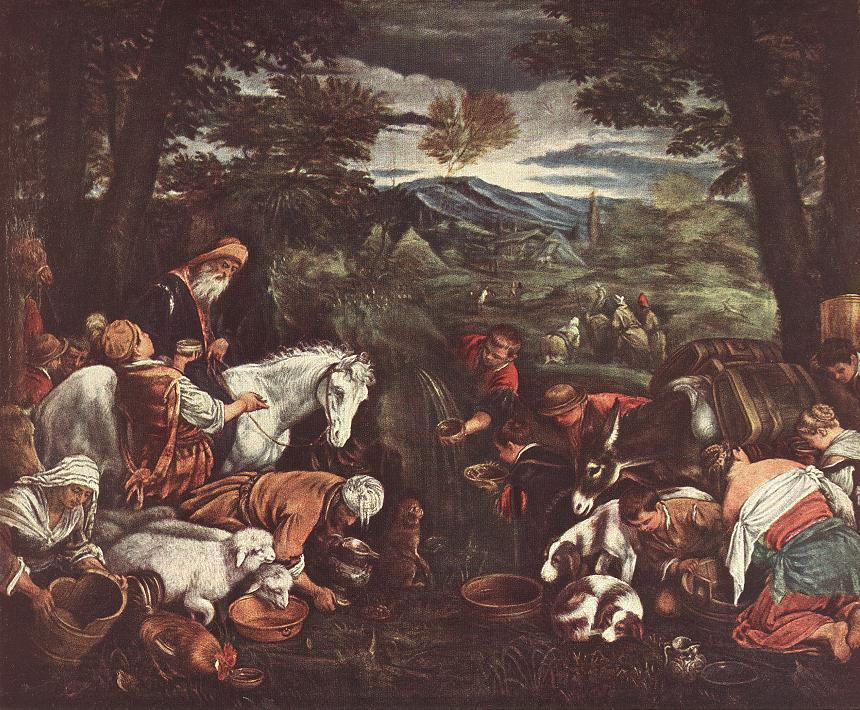
«Мойсей вісікає воду зі скелі », Лувр, Париж
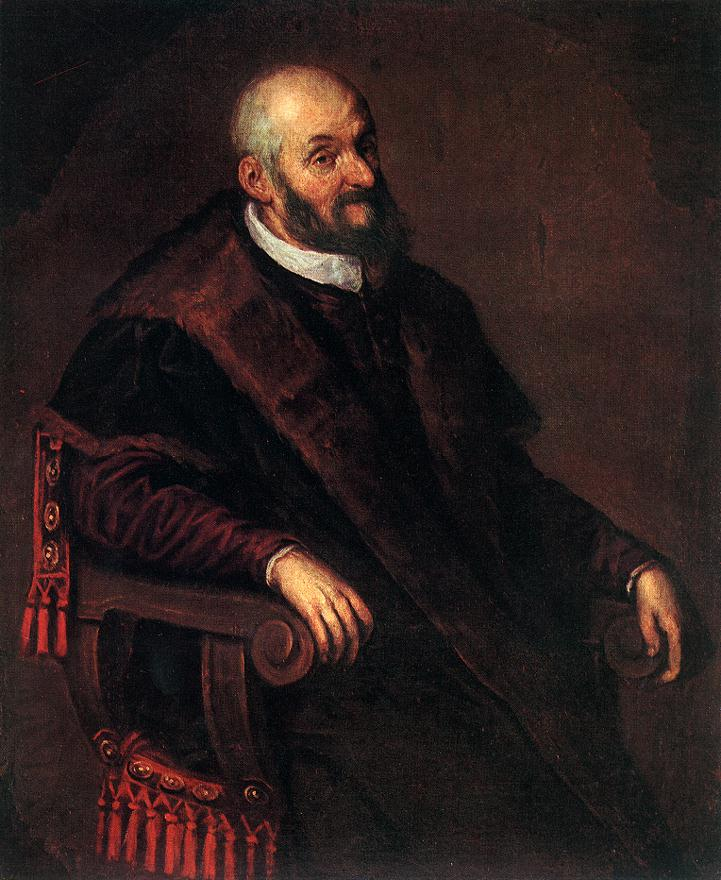
«Портрет літнього пана в кріслі », Музей образотворчих мистецтв (Будапешт)